# 环丙嘧啶酸
环丙嘧啶酸（也译为氯丙嘧啶酸，缩写AMCP）是一种含氮有机氯化合物，分子式C
8H
8ClN
3O
2，属于嘧啶羧酸类除草剂，由杜邦公司在2010年推出。